# Isla Kuhn (Tierra de Francisco José)
La isla Kuhn (en ruso: Остров Куна; Ostrov Kuna) es una isla situada en la Tierra de Francisco José, Óblast de Arcángel, Rusia.

## Geografía
La isla tiene una altitud máxima de 228 m (748 pies). Entre su punto más occidental, el cabo Golovin (ruso: мыс Головина), y su punto más oriental, el cabo Obryvisty (ruso: мыс Обрывистый), hay unos 8 km (5 mi) de longitud. Justo al sur de la isla Kuhn se encuentra la pequeña isla Brosch (en ruso: Остров Брош, Ostrov Brosh) con una altura máxima de 85 m (279 pies). La isla Kane se encuentra al este. Las tres islas están separadas de la isla más grande, la isla Greely, al sur, por el estrecho de Sternek (en ruso: пролив Штернека).

## Historia
La isla fue descubierta por la expedición austrohúngara al Polo Norte en 1874 y recibió su nombre en honor al ministro de guerra austrohúngaro Franz Kuhn von Kuhnenfeld, mecenas de Julius Payer, uno de los líderes de la expedición.